# Partei der Würde
Die Partei der Würde (arabisch حزب الكرامة, DMG Ḥizb al-Karāma) war eine linksgerichtete nasseristische politische Partei in Ägypten, die im Jahr 1996 als Abspaltung von der Arabisch-Demokratischen Nasseristischen Partei (ADNP) gegründet wurde und an der Jugendbewegung des 6. April beteiligt war. Am 28. September 2012 vereinigte sie sich wieder mit der ADNP zur neuen Nasseristischen Partei.
Der letzte Vorsitzende der Partei war Hamdin Sabahi. Die Partei der Würde war Mitglied der Demokratischen Allianz für Ägypten, die von der Muslimbruderschaft und ihrer Freiheits- und Gerechtigkeitspartei geführt wird.
Zur ersten Wahl seit ihrer Gründung trat die Partei 2011 an. Während die Demokratische Allianz bei den Parlamentswahlen 2012 insgesamt 235 von 498 Sitzen (47,2 %) erhielt, errang die Partei der Würde nur 6 Sitze in der Volksversammlung.